# THE TOKYO TOILET
「THE TOKYO TOILET」は、日本財団が実施していた、東京都渋谷区内に公共トイレを設置するプロジェクト。「TTTプロジェクト」とも呼ばれる。

## 概要
日本の公共トイレの多くが「汚い、臭い、暗い、怖い」として利用者が限られている状況を鑑み、性別、年齢、障がいを問わず、誰もが快適に使用できる公共トイレを作ることを目指して日本財団から渋谷区に構想を持ち掛けた。企画は2018年から進められ、後述のように2020年から2023年にかけて17か所に順次設置が行われた。トイレの設計施工には大和ハウス工業が、トイレの現状調査や設置機器の提案にはTOTOが協力し、トイレの維持管理は、日本財団・渋谷区・一般財団法人渋谷区観光協会が三者協定を結び実施している。事業費用は21億円で、財団と発案者の柳井康治（ファーストリテイリング取締役）が出資した。
トイレデザインには、世界的に活動するクリエイター16人が参画している。制作にあたりクリエイターたちに提示した条件は「公的に定められた建築基準を遵守すること」「（できるだけ多くの人たちが利用可能である）ユニバーサルデザインのトイレを設置すること」「トイレ内のレイアウト等についてTOTOの監修を受けること」の3つで、それ以外に関しては各人の課題解決力と表現力に委ねられている。また、クリエイターのNIGOはトイレの清掃員が着用するユニフォームのデザインを、佐藤可士和は各トイレに用いるピクトグラムのデザインを兼任している。
2021年には、一連の取り組みが評価されグッドデザイン賞を受賞した。
プロジェクトの実施以降、日本だけでなく海外からも大きな反響があり、有料化の傾向が一般的である海外の公共トイレと比べて、無料で高品質の公共トイレを設置していることに驚きの声があがっているという。また、渋谷区に隣接する港区では2022年度から「THE TOKYO TOILET」プロジェクトを参考にした公共トイレの設置が計画されており、エリア外への波及が進んでいる。
2022年5月11日の記者会見にて、ヴィム・ヴェンダース監督、役所広司主演による、「THE TOKYO TOILET」のトイレを舞台とする映画『PERFECT DAYS』の制作が発表された。「第76回カンヌ国際映画祭コンペティション部門」に出品され、2023年5月、主演の役所広司が男優賞を受賞した。2023年12月22日に日本公開。
2023年6月23日に日本財団から渋谷区への譲渡式が行われた。2024年度からトイレの維持管理は渋谷区が引き継ぐ予定。

## 設置リスト
括弧内は一般利用開始日と担当デザイナー。
- はるのおがわコミュニティパークトイレ（2020年8月5日、坂茂）[12]
- 代々木深町小公園トイレ（2020年8月5日、坂茂）[12]
- 恵比寿公園トイレ（2020年8月5日、片山正通 / ワンダーウォール）[12]
- 東三丁目公衆トイレ（2020年8月7日、田村奈穂）[12]
- 恵比寿東公園トイレ（2020年8月7日、槇文彦）[12]
- 西原一丁目公園トイレ（2020年8月31日、坂倉竹之助）[12]
- 神宮通公園トイレ（2020年9月7日、安藤忠雄）[12]
- 神宮前公衆トイレ（2021年5月31日、NIGO）[12]
- 鍋島松濤公園トイレ（2021年6月24日、隈研吾）[12]
- 恵比寿駅西口公衆トイレ（2021年7月15日、佐藤可士和）[12]
- 代々木八幡公衆トイレ（2021年7月16日、伊東豊雄）[12]
- 七号通り公園トイレ（2021年8月12日、佐藤カズー）[12]
- 広尾東公園トイレ（2022年7月22日、後智仁）[13]
- 裏参道公衆トイレ（2023年1月20日、マーク・ニューソン）[14]
- 幡ヶ谷公衆トイレ（2023年2月22日、マイルス・ ペニントン / 東京大学DLXデザインラボ）[15]
- 笹塚緑道公衆トイレ（2023年3月10日、小林純子）[16]
- 西参道公衆トイレ （2023年3月24日、藤本壮介）[17]

## 問題
2020年8月5日設置のはるのおがわコミュニティパークトイレと代々木深町小公園トイレは、個室が透明なガラス壁で囲まれており個室の鍵を閉めるとガラスが不透明になるという特殊仕様となっている。これは、通常は通電により透明な状態を保ち、施錠すると通電が解除されて不透明になるという仕組みによるものである。しかし、この仕組みの不具合で利用中にも内部が丸見えになる場合があり、2022年12月13日に、ある動画配信者が指摘したことでネット上で注目が集まった。渋谷区によると、不具合の原因はガラス壁内の透明・不透明化を作り出す粒子が気温の低下により固まり不透明化に時間がかかったためで、騒動翌日の12月14日14時頃より常時不透明な状態として運用している。
2023年2月22日設置の幡ヶ谷公衆トイレは、共用の個室トイレ2ブースと男性用小便器で構成されているが、ここに女性専用トイレがないとして批判が殺到した。これは、渋谷区議会議員の1人が3月6日にTwitter上で幡ヶ谷公衆トイレを紹介し「渋谷区としては女性トイレを無くす方向性」と発言したことに起因している。渋谷区は翌3月7日に声明を公表し、この中で「このトイレには共用トイレ（個室）が2ブースあり、性別に関わらず誰もが快適にご利用いただける環境が整ったものと考えております。また、男性用の小便器トイレを別途用意することで、より多くの方々が共用トイレをさらに快適にご利用いただけるものと考えております。」と釈明、また、先述の区議の発言については「今後のトイレ整備について女性トイレをなくす方向性など全くございません」と否定した。一方、設置元の日本財団は、女性専用トイレがないという指摘について「ユニバーサルトイレ（性別、年齢、障がいの有無を問わず利用できるトイレ）を必ず設置するようにしています。幡ヶ谷公衆トイレ単体については今後、改修後の反響や利用実態の調査を行う予定です」とコメントしている。

## ギャラリー

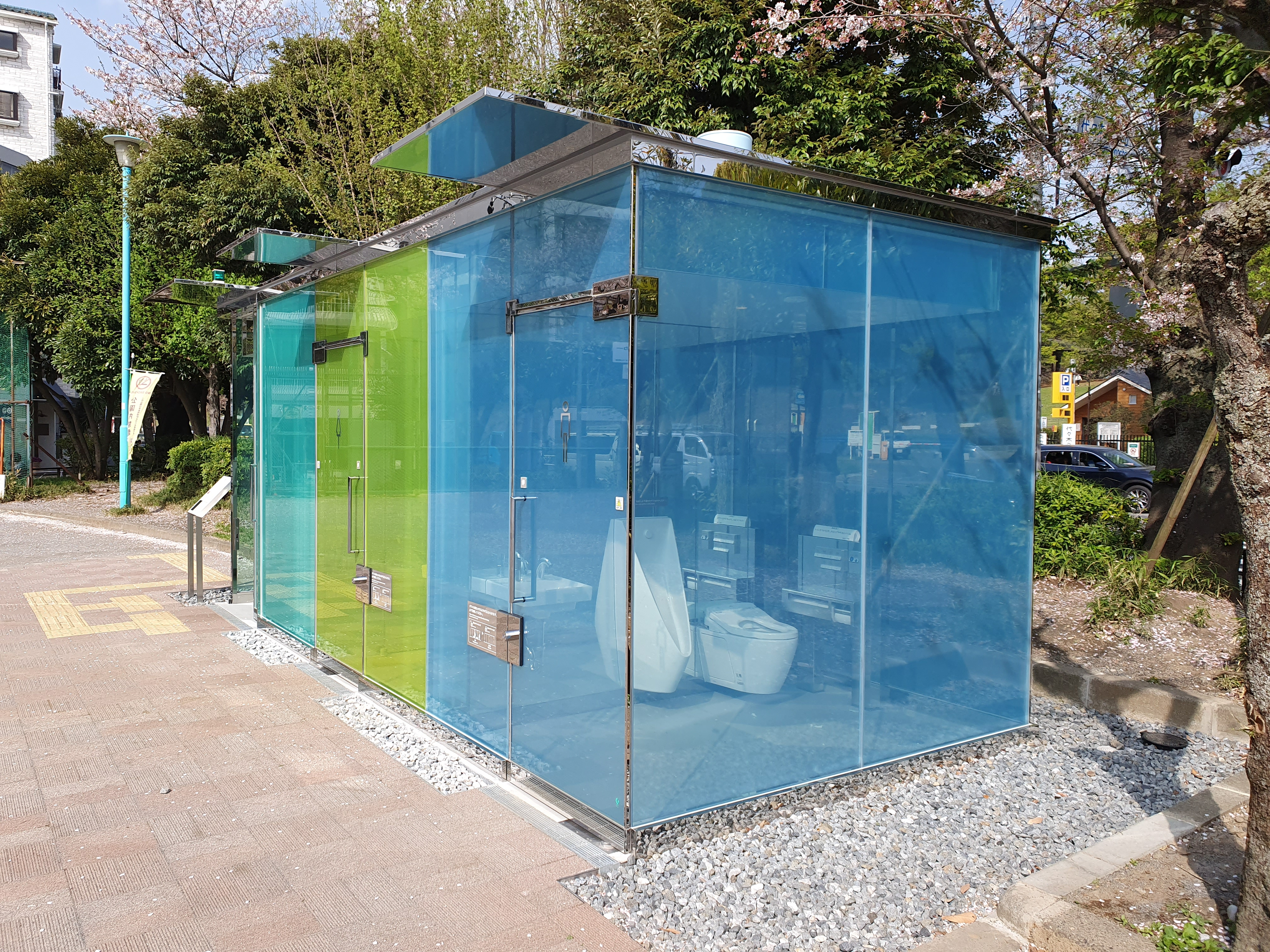
はるのおがわコミュニティパークトイレ
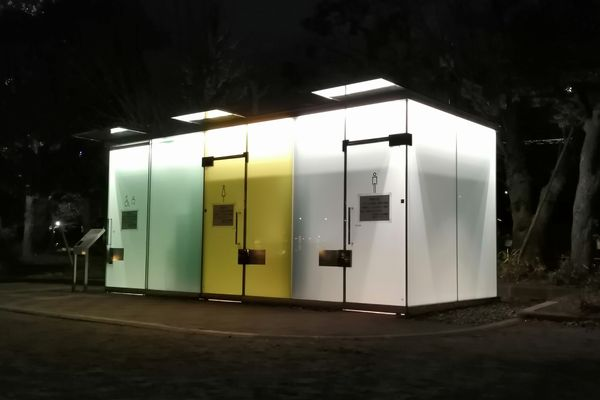
はるのおがわコミュニティパークトイレ。前述の問題のため、不透明状態に固定されている（撮影：2023年2月）
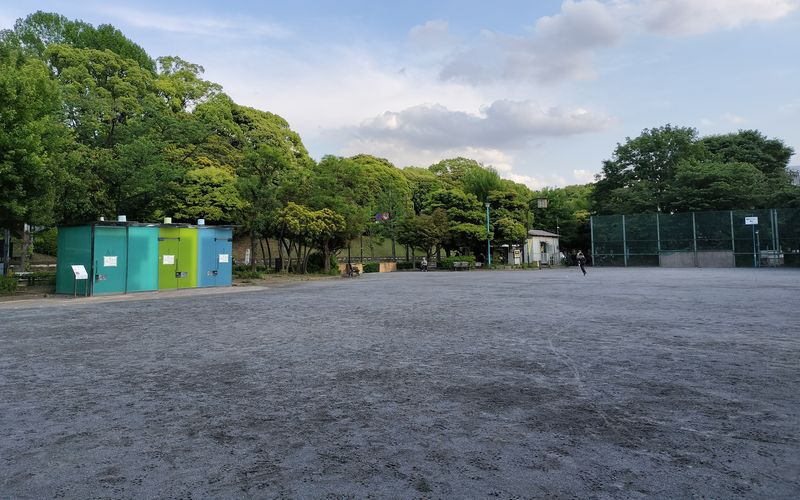
はるのおがわコミュニティパークトイレ。グラウンドの隅にある。
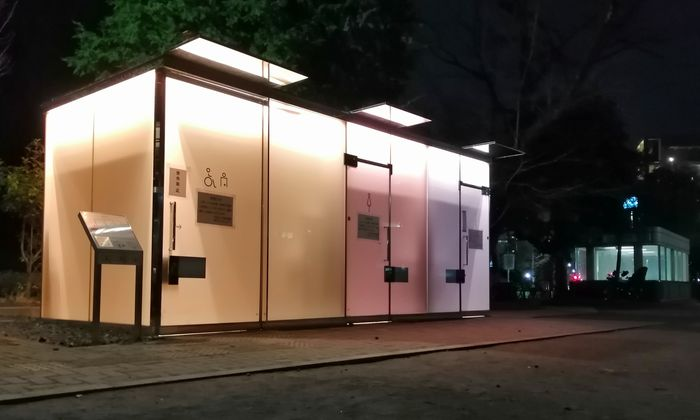
代々木深町小公園トイレ（撮影：2023年2月）
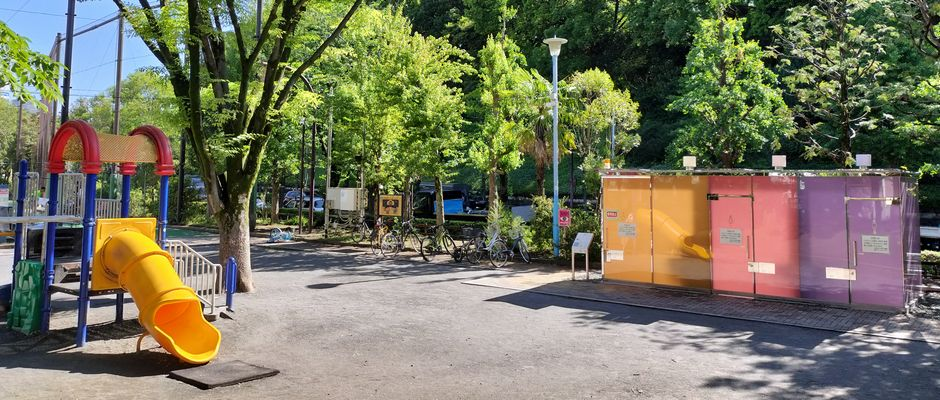
代々木深町小公園トイレ。児童遊園のエリアにある。
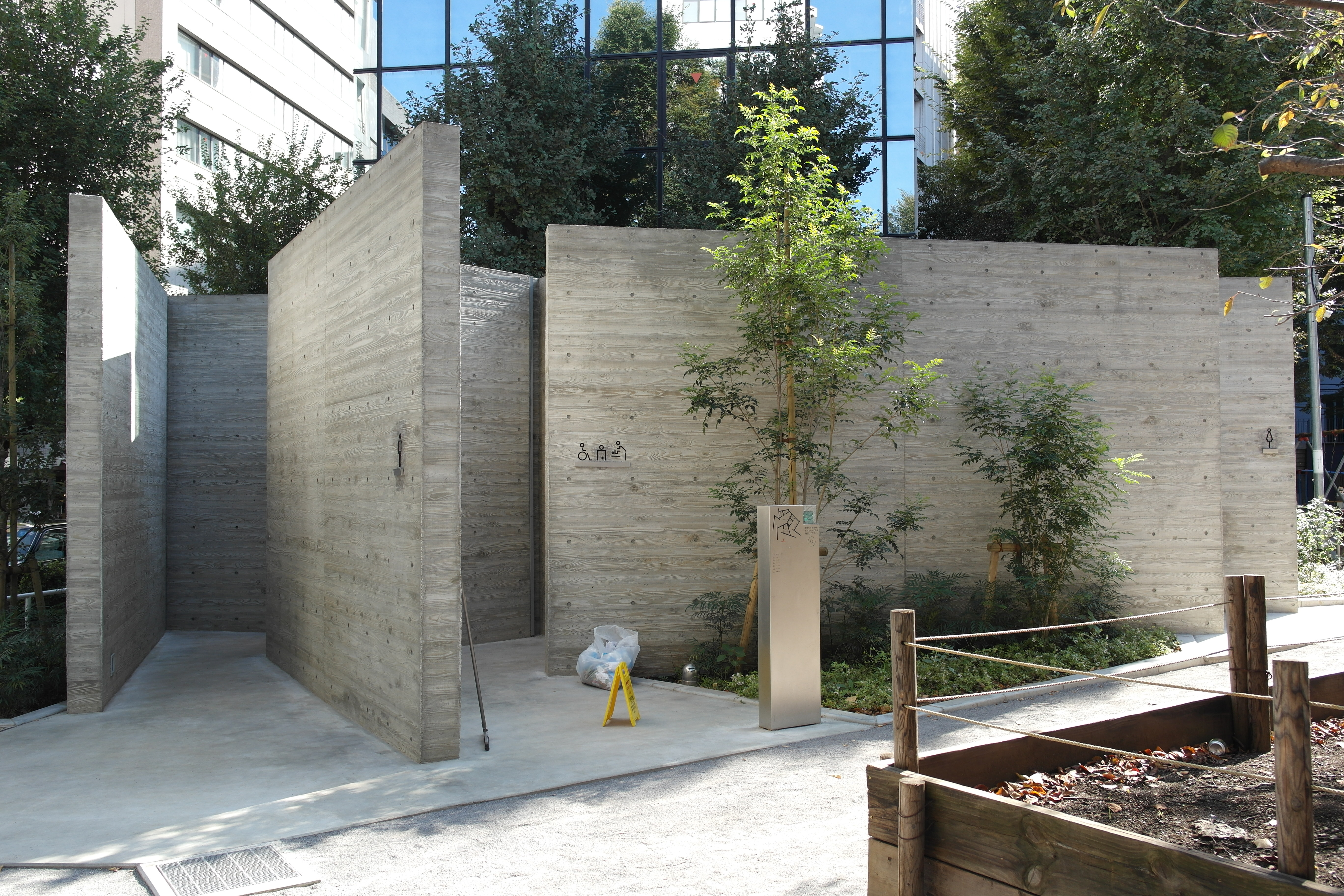
恵比寿公園トイレ
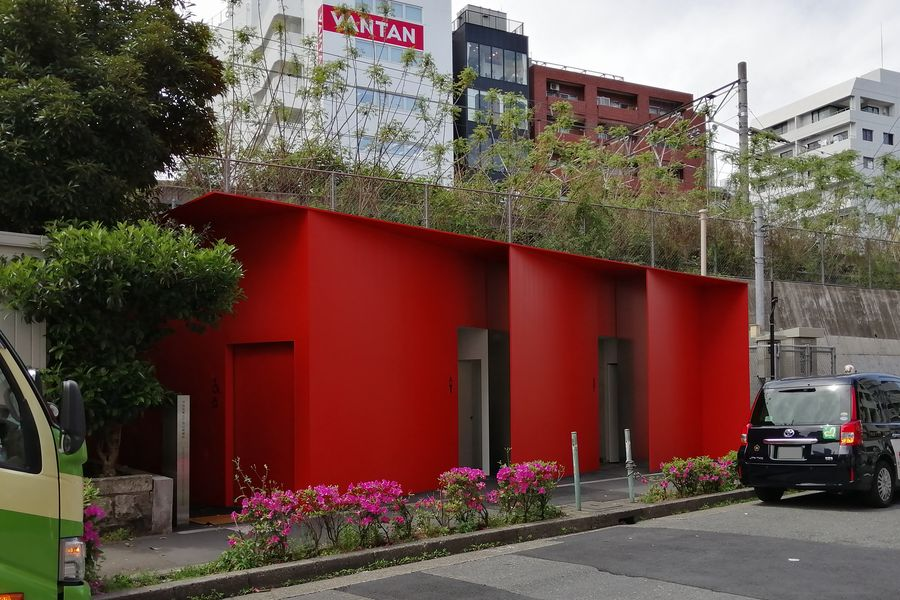
東三丁目トイレ
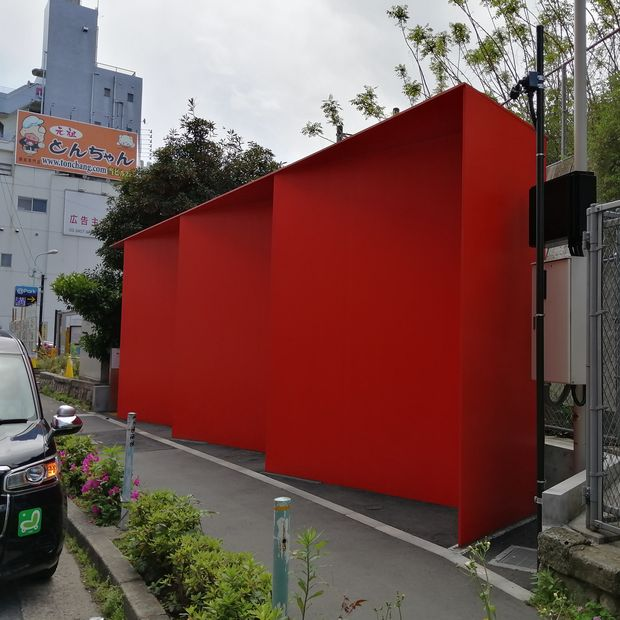
東三丁目トイレ（北）
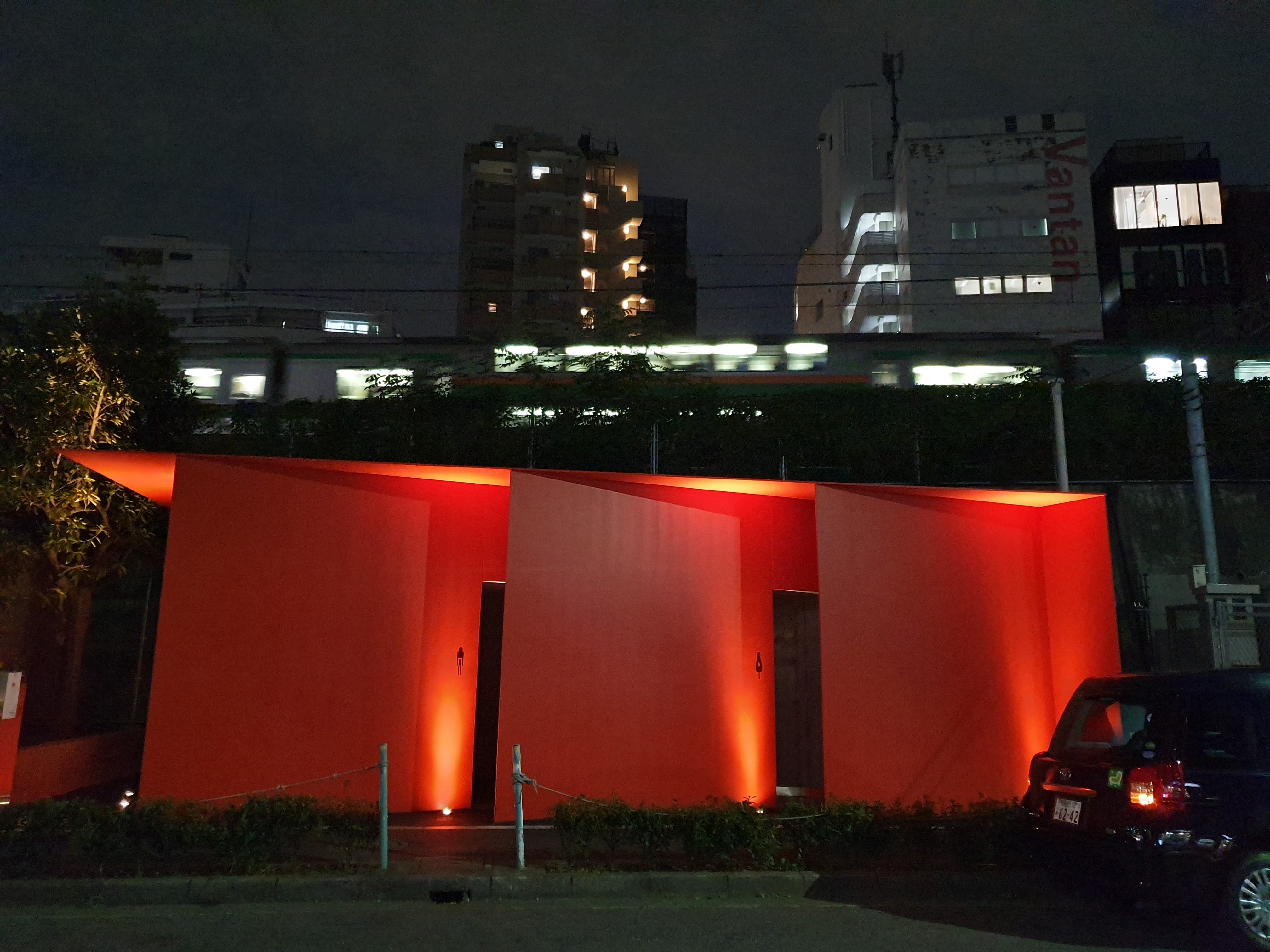
東三丁目トイレ（夜）
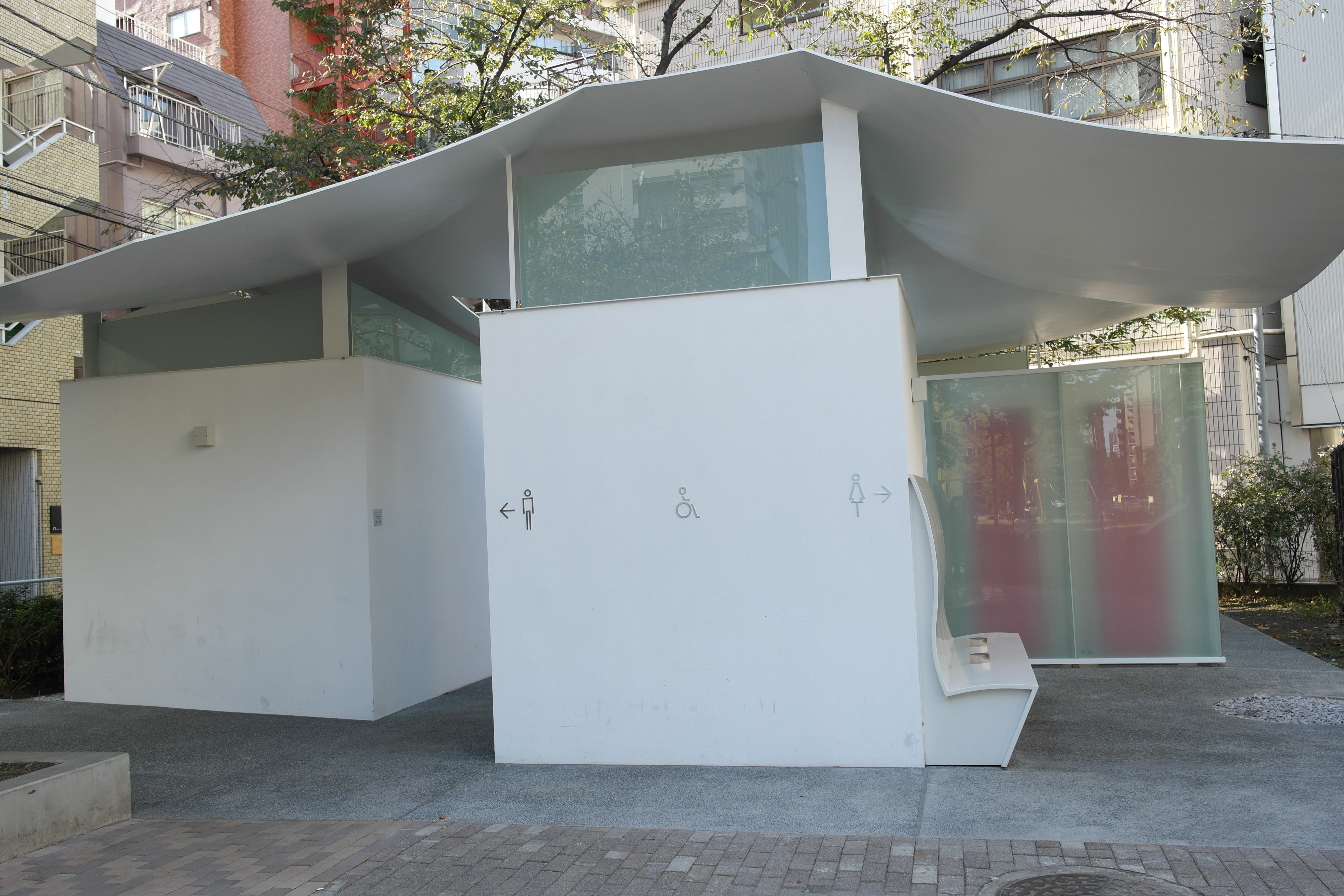
恵比寿東公園トイレ
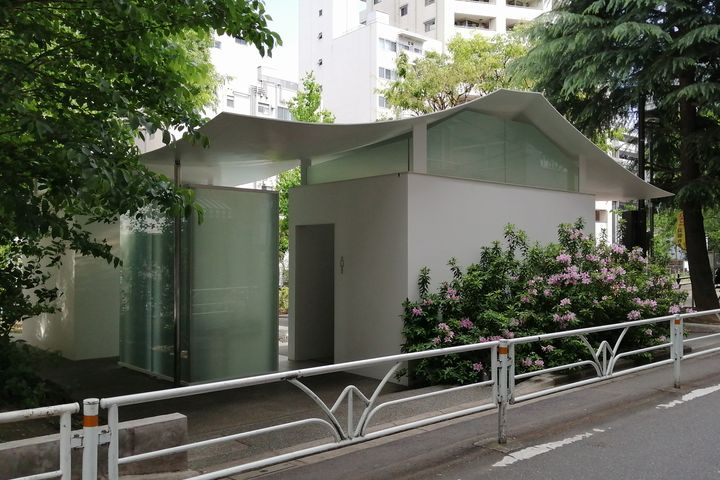
恵比寿東公園トイレ（道路側）
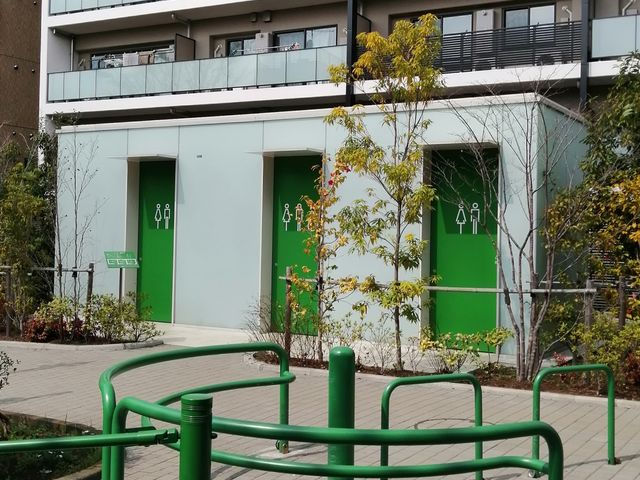
西原一丁目公園トイレ
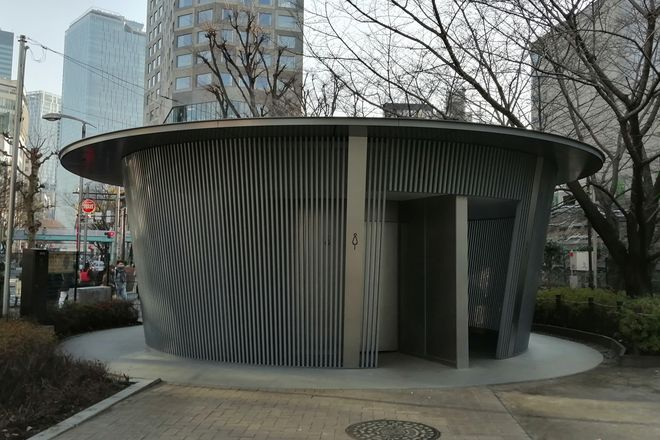
神宮通公園トイレ（北）
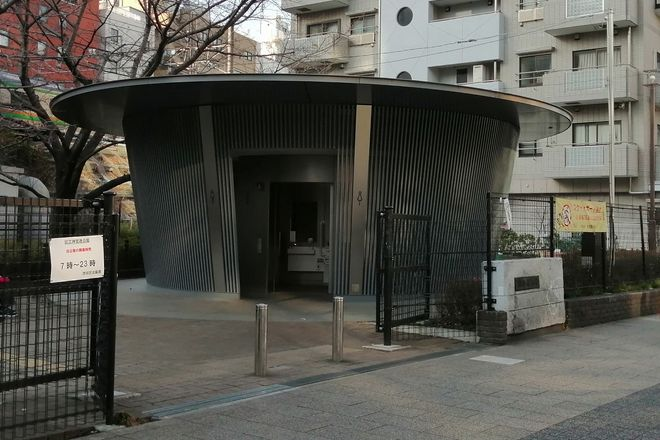
神宮通公園トイレ（南）
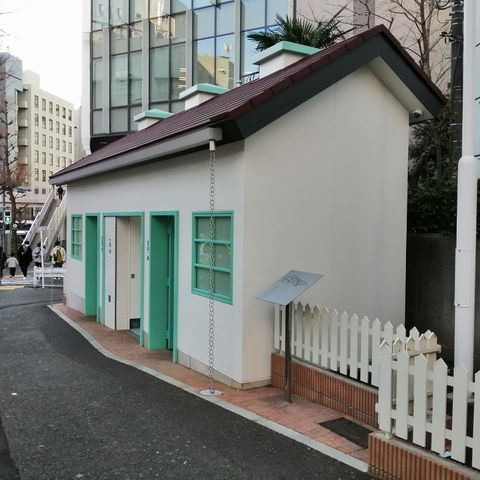
神宮前公衆トイレ（北）
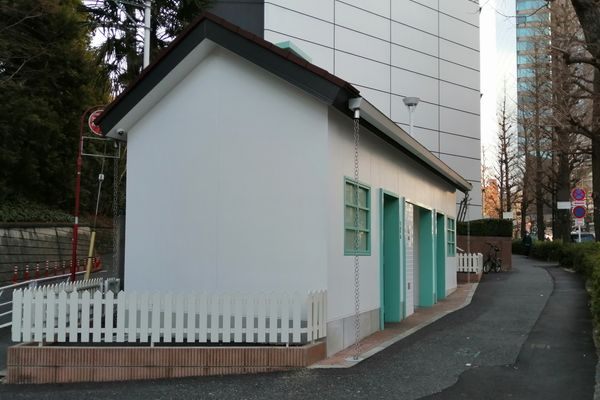
神宮前公衆トイレ（南）
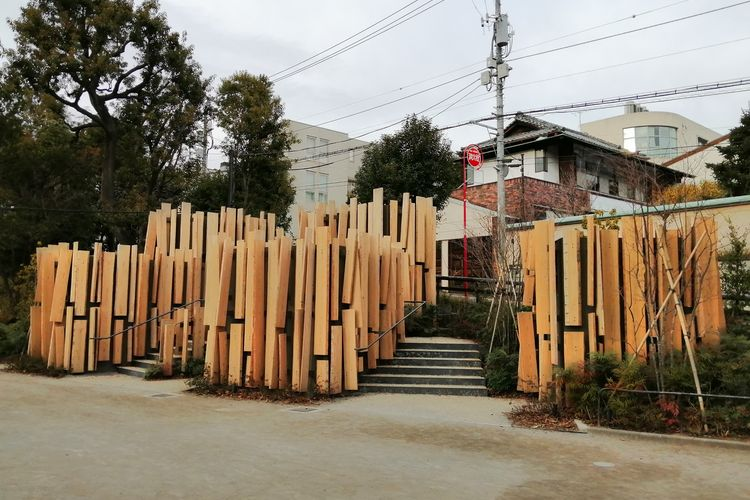
鍋島松濤公園トイレ
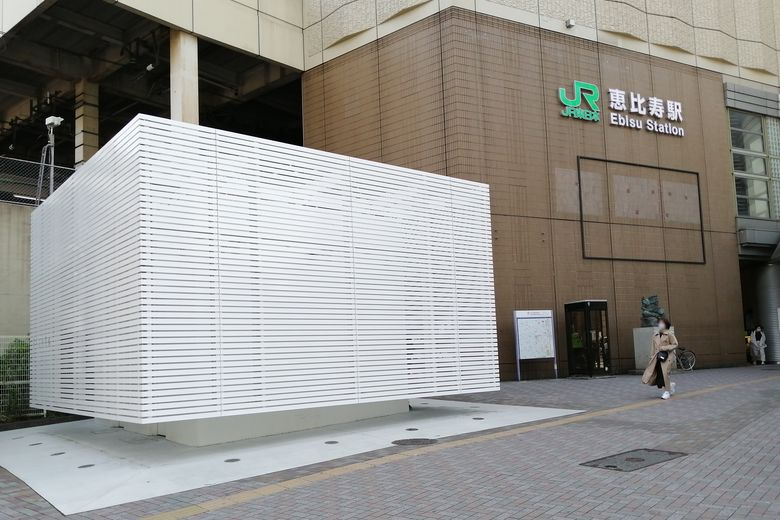
恵比寿駅西口公衆トイレ
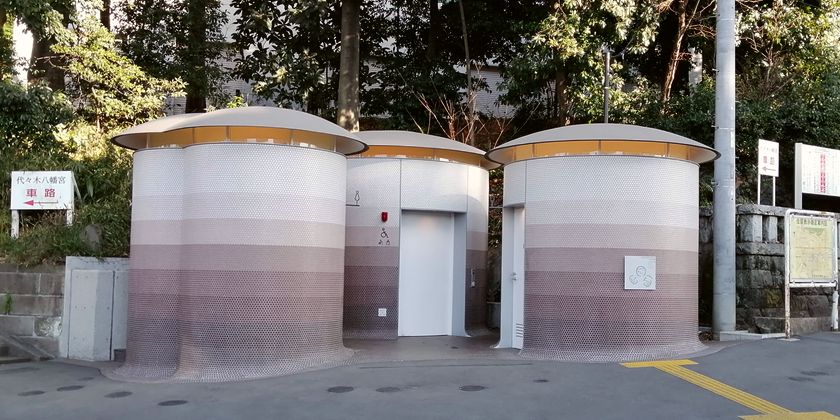
代々木八幡公衆トイレ
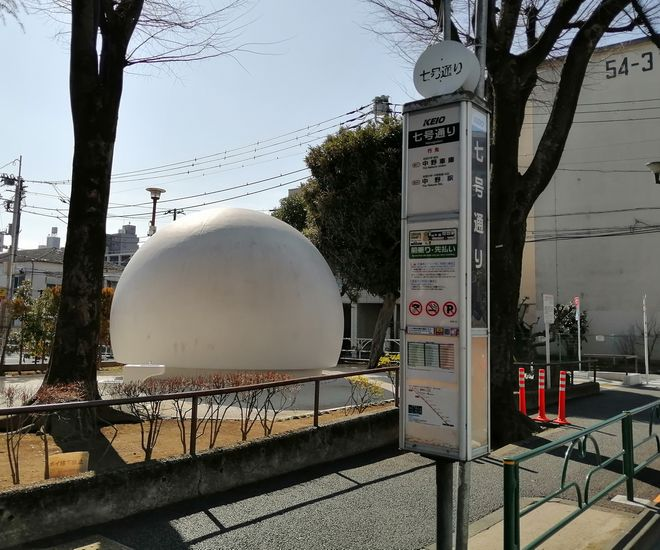
七号通り公園トイレ（北）
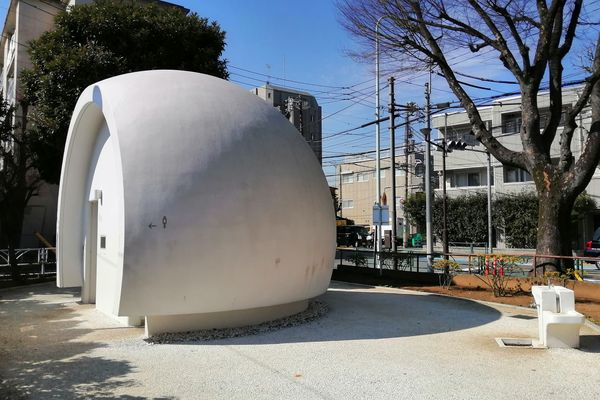
七号通り公園トイレ（南）
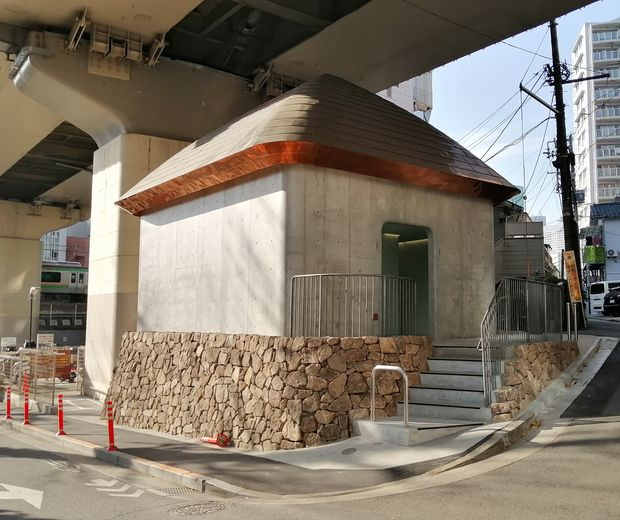
裏参道公衆トイレ（南）
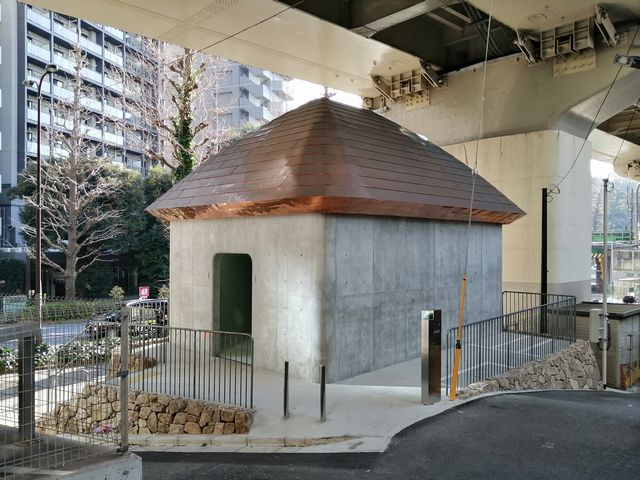
裏参道公衆トイレ（北）
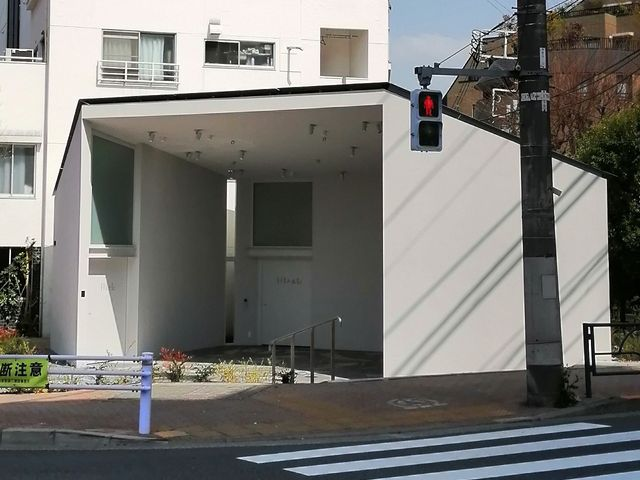
幡ヶ谷公衆トイレ
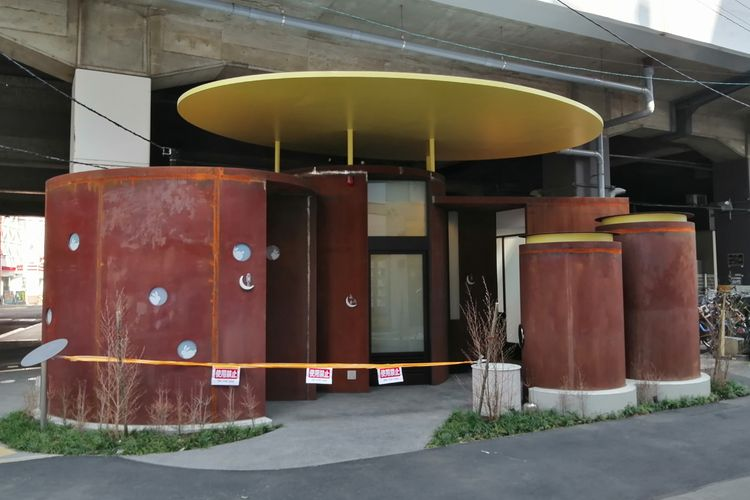
笹塚緑道トイレ（2023年3月22日の撮影時には使用禁止中）
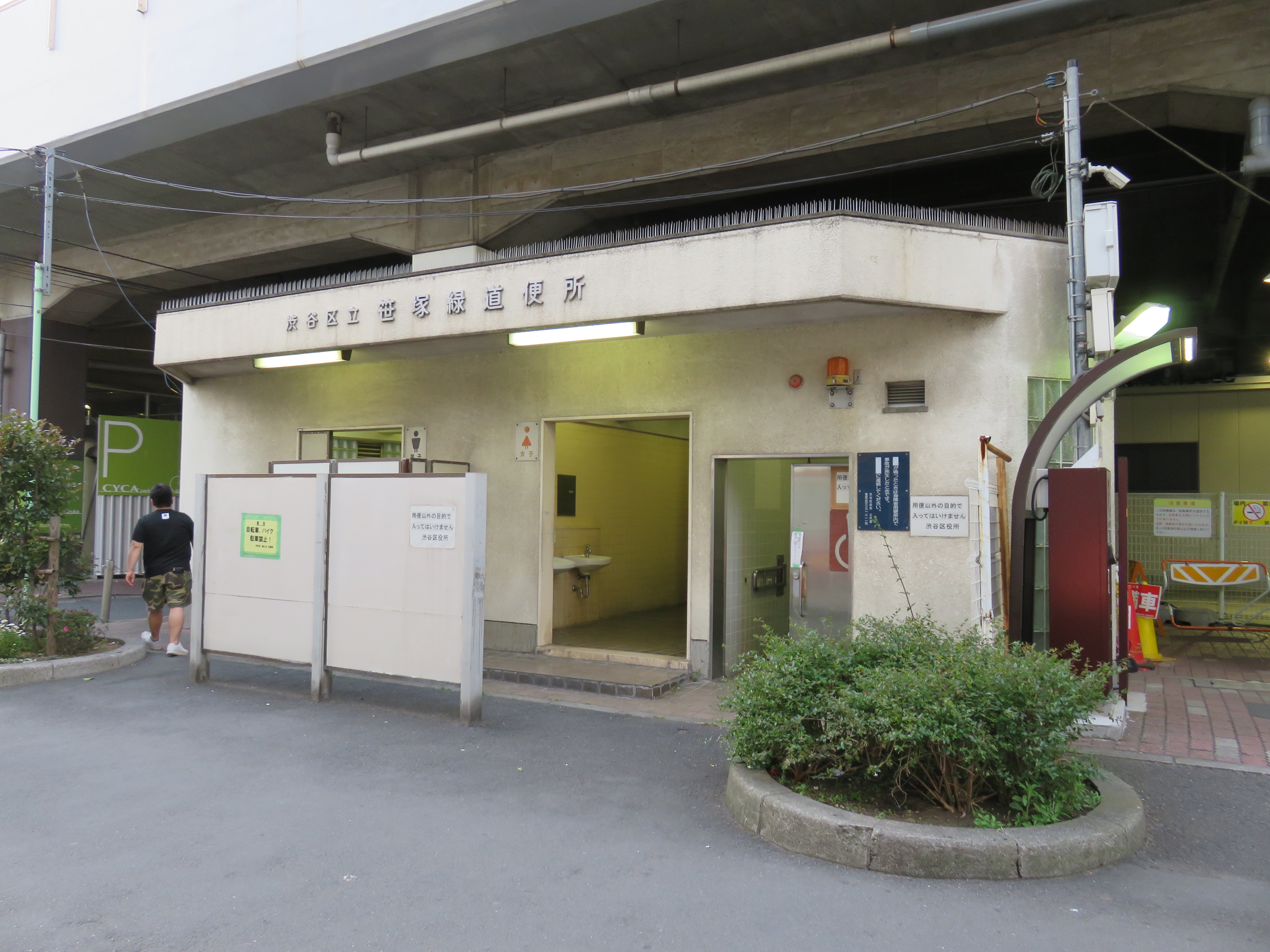
改築前の「笹塚緑道便所」
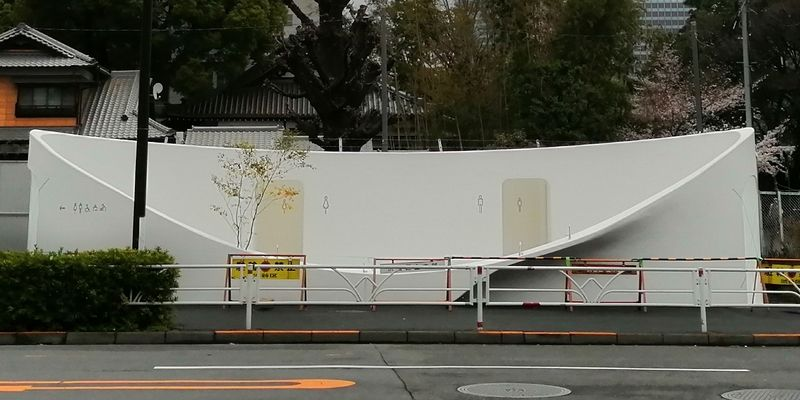
西参道公衆トイレ（撮影は利用開始の直前、2023年3月24日の早朝）
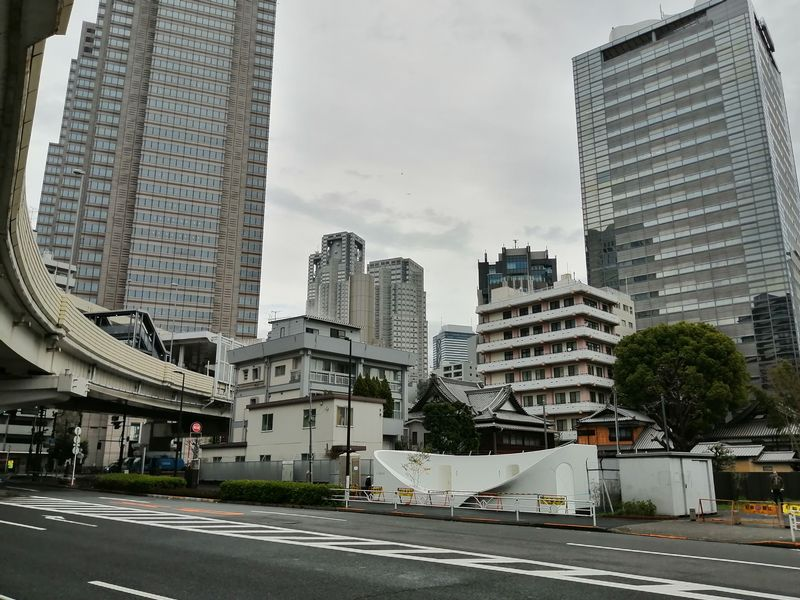
西参道公衆トイレ。西新宿に近い場所にある。